# Derlei
Vanderlei Fernandes Silva vagy becenevén Derlei (São Bernardo do Campo, 1975. július 14. – ) brazil labdarúgó, csatár.

## Pályafutása
Derlei labdarúgó-pályafutását Brazíliában kezdte; 1994 és 1997 között az América de Natal, 1997 és 1998 között a Guarani, 1999-ben pedig a Madureira csapatában futballozott. 1999-ben szerződött Portugáliába az élvonalbeli UD Leiria csapatához, amelynek színeiben 1999 és 2002 között kilencvenegy bajnoki mérkőzésen negyvenkét gólt szerzett. 2002 nyarán szerződtette őt a Porto csapata; első szezonjában portugál bajnok, kupa- és szuperkupa győztes lett, valamint a 2003. május 21-i sevillai UEFA-kupa-döntő hosszabbításában szerzett találatával a Portoval megnyerte a sorozatot, valamint a sorozat folyamán szerzett összesen tizenkét találatával a gólkirályi címet is elnyerte. A következő idényben a Portoval ismét portugál bajnok lett, valamint a UEFA-bajnokok ligája győzelmet is megszerezte. 2005 és 2007 között Oroszországban, a Gyinamo Moszkva csapatában futballozott, valamint 2007-ben kölcsönben az SL Benfica csapatában. 2007 és 2009 között a Sporting labdarúgója volt; a lisszaboni csapattal 2008-ban portugál kupagyőztes lett. Derlei 2009-ben hazatért Brazíliába a Vitória csapatához. 2010-ben korábbi csapatától, a Madureirától vonult vissza.

## Sikerei, díjai
- Porto
  - Portugál bajnok (2): 2002–2003, 2003–2004
  - Portugál kupa: 2002–2003
  - Portugál szuperkupa (2): 2003, 2004
  - UEFA-bajnokok ligája: 2003–2004
  - UEFA-kupa: 2002–2003
  - UEFA-kupa gólkirálya: 2002–2003 (12 gól)
- Sporting
  - Portugál kupa: 2007–2008
  - Portugál szuperkupa (2): 2007, 2008